# Comamonas zonglianii
Comamonas zonglianii es una especie de  bacteria gramnegativa del género Comamonas. Fue descrita en el año 2011. Su etimología hace referencia al microbiólogo chino Zong-Lian Gu. Es aerobia e inmóvil. Tiene un tamaño de 0,6-0,8 μm de ancho por 0,9-1,5 μm de largo. Forma colonias circulares, semitransparentes, convexas y de color amarillo pálido en agar LB tras 2 días de incubación. Temperatura óptima de crecimiento entre 25-37 °C. Catalasa y oxidasa positivas. Es resistente a ampicilina, gentamicina, rifampicina, penicilina y estreptomicina. Se ha aislado de suelos contaminados por fenoles en China. 